# 天赋航空
天赋航空（英語：Flair Airlines）是加拿大一家超低成本航空公司，公司总部位於艾伯塔省埃德蒙頓市。該航空公司使用波音737機隊運營定期客運和包機服務。公司的口号是平面与简洁（Plane and Simple）。